# Dues rosses amb pebrots
Dues rosses amb pebrots  (títol original: White Chicks) és una comèdia estatunidenca dirigida per Keenen Ivory Wayans, estrenada l'any 2004. Ha estat doblada al català.

## Argument
Kevin i Marcus Copeland són agents de l'FBI, com Gomez i Harper, que són els seus competidors. Els agents Copeland han fallat en diverses missions. Un dia demanen al cap d'ocupar-se de l'afer sobre el rapte de les germanes Wilson, les hereves de la fortuna Wilson. S'encarreguen d'acompanyar-les als Hamptons així com de seguir-les per assegurar-se de la seva seguretat. Desgraciadament, tenen un petit accident de trànsit i les germanes rebutgen anar als Hamptons amb un llavi i un nas amb una esgarrapada. Els agents Copeland decideixen llavors de fer-se passar per a les germanes Wilson gràcies a una mica de cirurgia estètica.

## Repartiment
- Shawn Wayans: Kevin Copeland
- Marlon Wayans: Marcus Copeland
- Busy Philipps: Karen Googlestein
- Jessica Cauffiel: Tori
- Jennifer Carpenter: Lisa
- Lochlyn Munro: Agent Jake Harper
- Eddie Velez: Agent Vincent Gomez
- Terry Crews: Latrell Spencer
- Frankie Faison: Cap Elliott Gordon
- Brittany Daniel: Megan Vandergeld
- Jaime King: Heather Vandergeld
- Faune Chambers Watkins: Gina Copeland
- John Heard: Warren Vandergeld
- Rochelle Aytes: Denise Porter
- Maitland Ward: Brittany Wilson
- Anne Dudek: Tiffany Wilson
- John Reardon: Heath
- Steven Grayhm: Russ

## Nominacions
- Premis Razzie:
- Razzie a la pitjor societat de producció per a Columbia Pictures
- Razzie a la pitjor actriu per a Shawn Wayans i Marlon Wayans
- Razzie a la pitjor parella per a Shawn Wayans i Marlon Wayans
- Razzie al pitjor director per a Keenen Ivory Wayans
- Razzie al pitjor guió per a Keenen Ivory Wayans, Shawn Wayans, Marlon Wayans, Andy McElfresh, Michael Anthony Snowden & Xavier Cook

## Crítica
- "La majoria de les pel·lícules requereixen alguna suspensió de la incredulitat. Però 'White Chicks' requereix una mica més radical: una completa lobotomia frontal seria un bon punt per començar"[2]
- "Té més encerts que fallades"[3]
- "Tediosa i estúpida"[4]